# Dragons of the North XX
Dragons of the North XX är det sjunde studioalbumet med det norska viking metal/folk metal-bandet Einherjer. Albumet släpptes 2016 av skivbolaget Indie Recordings och är en nyinspelning av bandets första album, Dragons of the North.

## Låtlista
1. "Dragons of the North" – 4:16
2. "Dreamstorm" – 6:12
3. "Forever Empire" – 6:52
4. "Conquerer" – 7:34
5. "Fimbul Winter" – 4:32
6. "Storms of the Elder" – 7:52
7. "Slaget ved Hafrsfjord" – 6:12
8. "Ballad of the Swords" – 5:04
9. "After the Storm" – 1:52

- Text: Gerhard Storesund (spår 1), Frode Glesnes (spår 2–6, 8), Þórbjǫrn hornklofi (Torbjørn Hornkløve) (spår 7)
- Musik: Gerhard Storesund (spår 1–6), Gerhard Storesund/Frode Glesnes (spår 7), Audun Wold/Gerhard Storesund/Frode Glesnes (spår 8)
- Spår 9, "After the Storm", fanns inte med på originalversionen från 1996.

## Medverkande
Musiker (Einherjer-medlemmar)
- Frode Glesnes – gitarr, basgitarr, sång
- Aksel Herløe – gitarr
- Gerhard Storesund – trummor, keyboard
- Ole Sønstabø – sologitarr

Bidragande musiker
- Eirik Svendsbø – sologitarr (spår 8)

Produktion
- Matt Hyde – ljudmix, mastering
- Costin Chioreanu – omslagsdesign